# Ermita de San Adrián (Aramaio)
La Ermita de San Adrián (Aramaio) es un pequeño edificio religioso católico situado entre los montes de Gamboralde y Durakogain, al sur de la anteiglesia de Azkoaga, perteneciente al municipio de Aramayona (Álava). Fue construida en 1977 utilizando materiales de la antigua ermita derribada al encontrarse en ruinas.

## Historia
La antigua ermita de origen medieval a la que sustituyó la actual, estaba en un terreno muy próximo. Está documentada en 1551, con ocasión de la visita pastoral del licenciado Martín Gil y en numerosas referencias testamentarias. Dedicada a San Juan Evangelista, en su interior existieron tres altares, del mayor de los cuales procede una talla en madera policromada del siglo XVI dedicada a San Juan que se conserva en la iglesia de Uribarri. Poseía ricos terrenos de arbolado cuyos beneficios recibía la parroquia de San Juan de Azcoaga, que se encargaba de su mantenimiento. La edificación estaba al cuidado del correspondiente ermitaño que se alojaba en la casa anexa y que vivía de cultivos en los terrenos de la ermita y de la limosna que obtenía en las poblaciones vecinas. En 1748 la ermita se quemó y fue reconstruida en 1759.
En los días de la festividad principal se congregaban a su alrededor gentes procedentes de todas las anteiglesias de Aramayona y de otras tierras de Álava.

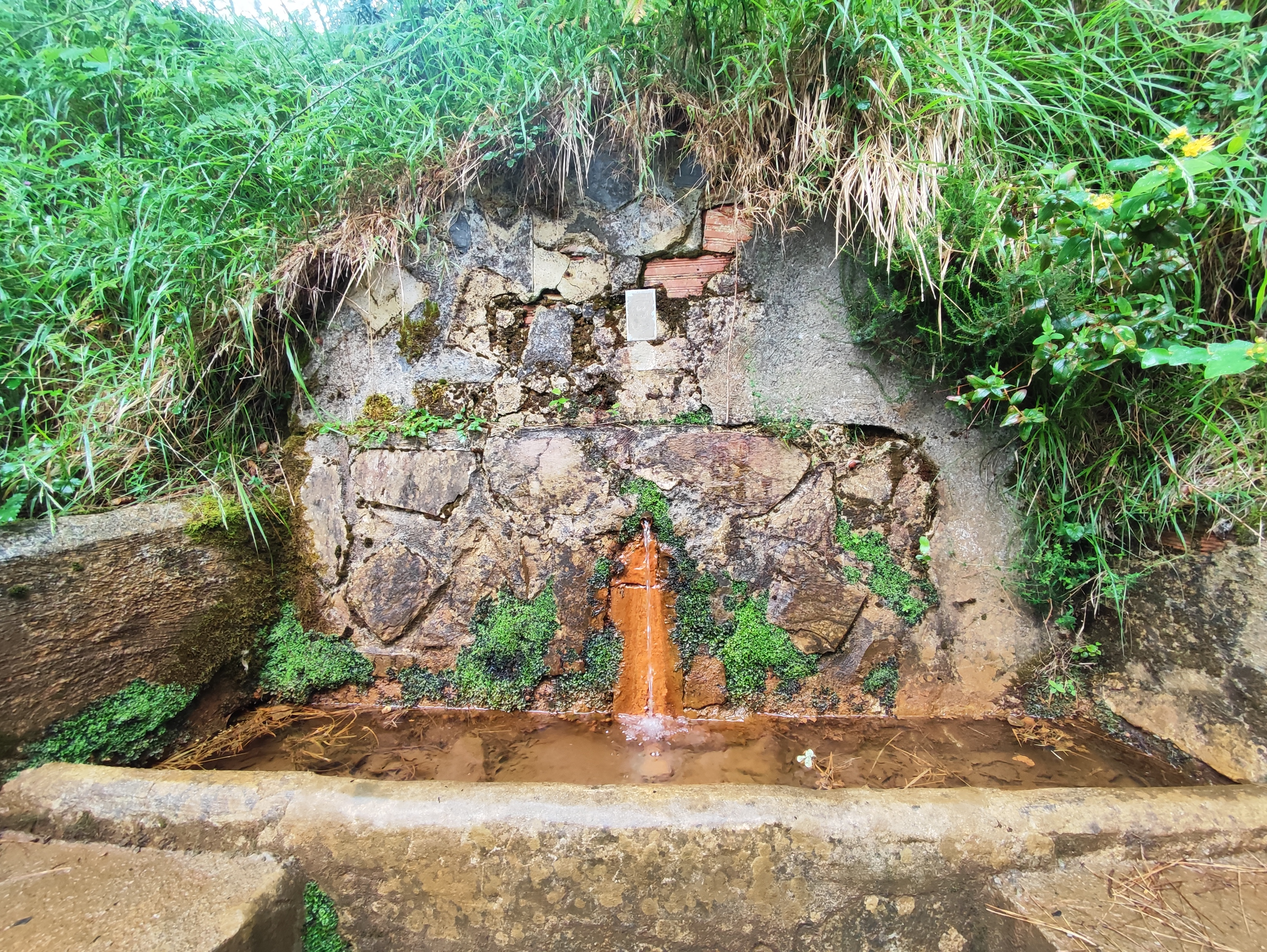
Fuente cercana a la ermita

A finales de 1882, por orden de las autoridades gubernamentales, la ermita estuvo a punto de ser destruida como otras del valle, para impedir que sirviera de refugio a los voluntarios realistas levantados contra el gobierno. Sin embargo, las ermitas fueron cerradas y reabiertas una vez finalizado el conflicto.
Aunque en 1943 fue restaurada, en 1977 se encontraba en muy mal estado por lo que fue derribada y se inició la construcción de la actual dedicada a San Adrián.  Para la obra se reutilizaron los materiales de la antigua. Más pequeña y funcional, la ermita actual fue concebida para que sirviera también como refugio de montaña, en un terreno cercano a una fuente y en un importante cruce de caminos. Su inauguración tuvo lugar el 28 de agosto de 1977.

## Descripción

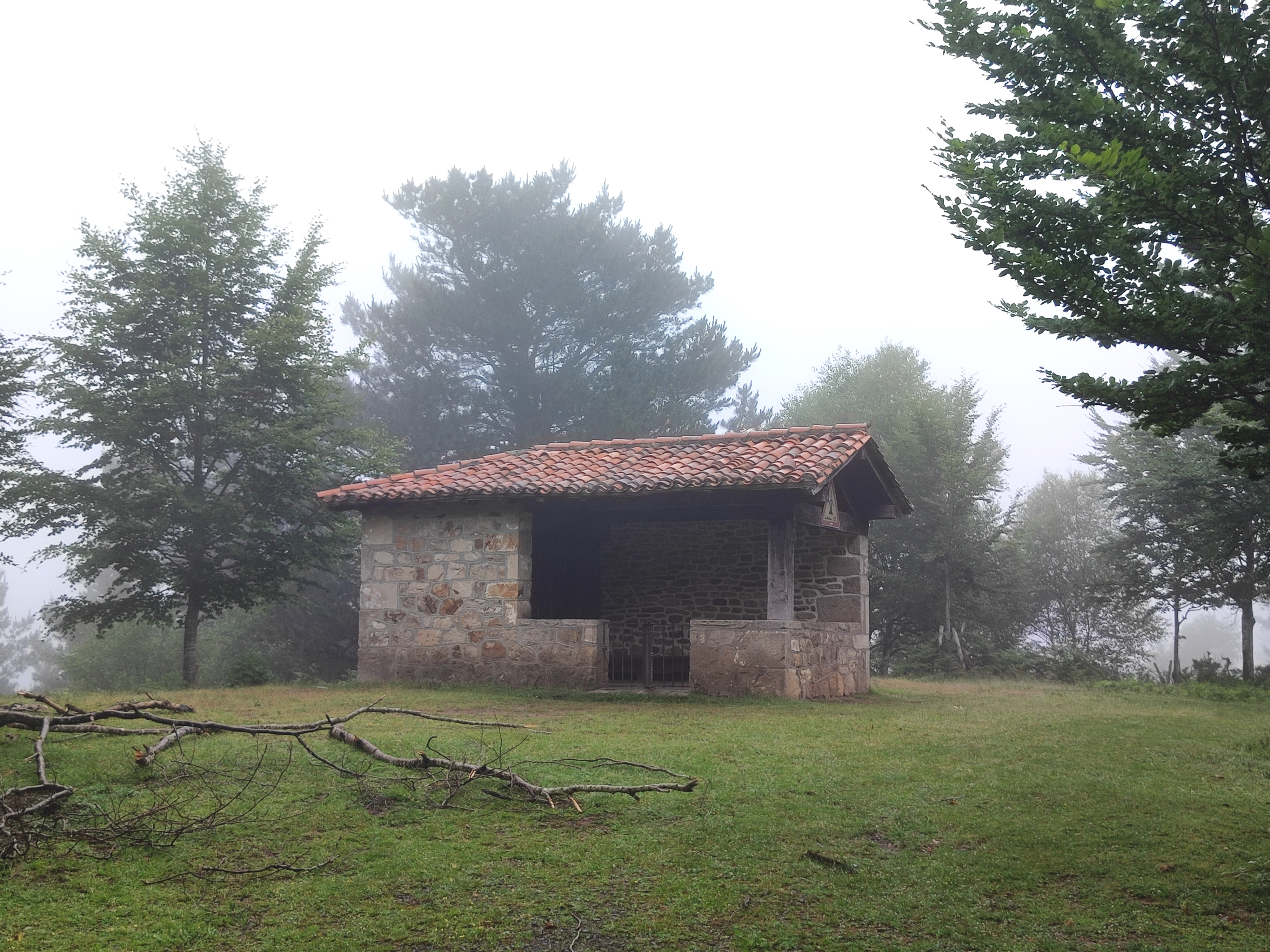
Ermita de San Adrián

Pequeño edificio de planta cuadrangular, construido en mampostería y algunos elementos de sillería. La cubierta es a tres aguas con viguería a la vista. Tiene un amplio pórtico separado del interior por una reja de hierro y madera. La entrada está protegida por una reja giratoria de hierro. El edificio es cuatro veces más pequeño que la ermita de San Juan Evangelista a la que sustituyó. La imagen de San Adrián es obra del el escultor José Marín, que la realizó para el antiguo templo.

## Festividad
Se celebra a finales de agosto.